# Беспредел (фильм, 1989)
«Беспредел» — советский художественный фильм 1989 года Игоря Гостева в жанре криминальной драмы.
Основной темой фильма является конфликт между большинством заключённых, находящихся на положении бесправных рабов и не желающих больше мириться с таким положением, с одной стороны, и «чёрными» (блатными, ворами в законе), их «шестёрками», а также администрацией зоны, с другой.
Второстепенной темой фильма является тема революции, классовой борьбы, свободы и её определения, а также морального падения человека.

## Сюжет
В «зону» (ИТК), где царят свои порядки, попадает новый заключённый «Калган» (Юрий Колганов), осуждённый на 4 года за нанесение побоев новому ухажёру своей девушки. Калгана зачисляют в десятый отряд, «смотрящим» за которым является авторитетный заключённый по прозвищу «Могол» со своей бандой «чёрных» (обычно это «Пистон», «Поп» и «Калач») . Спустя определённое время, в десятом отряде также появляется юный арестант Виктор Мошкин, несправедливо осуждённый на 1 год якобы за спекуляцию почтовыми марками, за что Мошкин получает прозвище «Филателист».
Однажды Калгану надоедает шить телогрейки, и он отказывается выполнять работу. В наказание «шестёрки» Могола избивают Калгана. Чуть позже он попадает на 15 суток в ШИЗО, где знакомится с главным авторитетом «Князем», смотрящим за зоной, и его подручными. Последние тщательно проверяют Калгана на «вшивость», но он выдерживает эту проверку.
В это время Филателист получает с воли передачу, которая содержит продукты питания, а также шерстяные носки. Друг Филателиста, заключённый-еврей Вениамин Гендельман, носящий прозвища «Абрашка», «Пархатый», советует Филателисту отдать часть продовольствия Моголу на общак. Вернувшись от Могола, Филателист обнаруживает, что его носки пропали. Абрашка обвиняет в краже носков молодого заключённого по кличке «Окунь», который предвзято ненавидит Филателиста за то, что тот на воле был свидетелем против него в суде. Но когда Окунь на глазах у всех перетряхивает свою постель, носков у него не обнаруживается. Могол советует Абрашке извиниться, но тот отказывается, оскорбляя при этом Окуня, за что получает от него оплеуху.
Увидев независимый характер Калгана и его нежелание становиться «как все», «чёрные» решили приблизить Калгана к себе, и предлагают ему стать «бугром», то есть бригадиром, в обязанности которого входит заполнять наряды о выполнении плана. Калган принимает это предложение, желая таким образом освободиться от надоевшего шитья телогреек. Вскоре после возвращения Калгана из ШИЗО от болезни умирает «Толич» (Александр Коданев), близкий ему заключённый, который раньше просил его «не борзеть» и оставаться человеком. Глядя на своего покойного друга, Калган обещает исполнить его волю.
Один из офицеров колонии — старший лейтенант милиции Касимов, бывший футболист «Динамо», относится к заключённым по-человечески, и даже играет с ними в футбол. За это Касимова недолюбливает начальство, особенно начальник оперчасти майор Маркелов, который с одинаковым презрением относится ко всем заключённым. Однажды майор устраивает Калгану свидание с его бывшей девушкой, Леной. Во время свидания она пытается вымолить прощения у Калгана, но тот насилует её. После ухода Лены Калган обзывает Маркелова сволочью за то, что он вмешивается в чужую личную жизнь. Тот же в ответ грозит Калгану «намотать срок» за изнасилование, если он не перестанет важничать.
Филателист, несмотря на то, что через 3 месяца ему предстоит выйти по УДО за хорошее поведение, терпеть не может рабское положение большинства заключённых и начинает восставать против уголовных порядков, рассказывая другим заключённым о рабах и восстаниях, тем самым подбивая их восстать против «чёрных». Вскоре заключённые барака прекращают работу, устроив забастовку. Приходит начальник колонии, человек новый, не знающий о воровских понятиях. От имени всех выступает Филателист, который рассказывает о том, что табеля «липовые», несколько заключённых («чёрные») не работают, хотя вырабатывают по табелю 120 процентов нормы. Начальник колонии приказывает работать всем заключённым как положено, за отказ от работы — ШИЗО, обещает, что «липовых» нарядов не будет. Калган замечает ему, что он ничего не сделает на зоне, ибо «чёрная масть неистребима как вши в бараке». Самому Калгану к этому времени надоедает, будучи бригадиром, заставлять «мужиков» работать через силу и отнимать по несколько процентов их выработки в пользу «чёрных». Вскоре Калган получает письмо, в котором Лена сообщает, что ждёт ребёнка от него. Тогда Калган решает, что ему непременно нужно выйти на свободу живым, а потому не принимает всерьёз слова Филателиста о том, что пора готовить бунт против «чёрных».
Тем временем «Кум», узнав о том, что Филателист подбивает «мужиков» к восстанию, вызывает его к себе. Сперва он пытается действовать по-хорошему, пытаясь переубедить Филателиста, но это ему не удаётся. Тогда «Кум» решает подставить Филателиста перед другими заключёнными и отдаёт Филателисту пропавшие у него носки. Князь, который в это время сидел около оперчасти, в приватной беседе приказывает Моголу «опустить» Филателиста за то, что он якобы в сговоре с «кумом». Этим же вечером один из «чёрных» по кличке Поп вызывает Филателиста на переговоры в телевизорную комнату, и Филателист отправляется туда вместе с Калганом и Абрашкой. Поп ничего не сообщает о цели вызова, но Филателист и его друзья думают, что «чёрные» хотят переговорить о нарядах. Однако едва Филателист входит в телевизорную комнату, где сидят Могол с «чёрными», а также Окунь, то обнаруживает, что это ловушка: его вызвали вовсе не для того, чтобы переговорить о нарядах, а с целью выпытать, откуда у него взялись носки, которые якобы украли. Филателист не может сказать правду и рассчитывает на помощь со стороны Калгана и Абрашки. Но когда «чёрные» и Окунь допрашивают Абрашку, тот нервно отнекивается, что ничего не знает про носки, и тогда Могол прогоняет Абрашку. Калган же не догадывается, что Филателиста специально «разводят» и серьёзно спрашивает, как к нему попали носки. Поняв, что защиты ждать бессмысленно, Филателист признаётся, что получил носки от «Кума». Услышав об этом, Окунь и «чёрные» набрасываются на Филателиста, даже не попытавшись разобраться до конца. Только тут до Калгана доходит, что Филателиста подставляют, и он пытается за него заступиться. Но «чёрные» выталкивают Калгана в коридор и запирают дверь, а заключённого по прозвищу Валдас, услышавшего клич Филателиста, оглушают, сломав о его голову табурет. Пока Калган безуспешно пытается выломать дверь, Филателиста опускают путём изнасилования.
После ухода «чёрных» и Окуня, Калган и другие «мужики», обнаружив, что Филателист повесился, тут же загораются желанием отомстить за его смерть. Калган, на глазах у всех, убивает одного из приспешников Могола по кличке Пистон (именно он изнасиловал Филателиста), нанеся ему три удара в живот его же собственным ножом. Затем заключённые жестоко избивают «чёрных» и Окуня. В барак приходит охрана во главе с Касимовым и останавливает драку, а избитых «чёрных» уводят в медсанчасть. Тем временем Окунь, который сумел ещё во время драки выбежать на улицу, кидает по зоне клич: «На помощь, мужики! Петухи взбунтовались! Бей петухов! Все к десятому!». Зеки собираются возле барака и требуют выходить на разбор к Князю. После отказа Калгана они забрасывают барак кирпичами (один из которых попадает в голову Касимову, пытающемуся остановить заключённых) и горящими предметами. В колонии начинается бунт и пожар, и туда стягивается сводный отряд внутренних войск и милиции. В это время Абрашка, чувствуя себя виноватым в том, что не заступился за Филателиста, открыто обвиняет «кума» в его гибели, а один из заключённых, будучи уверен, что у охраны холостые патроны, кричит: «Бей ментов!» Отряд вынужден открыть огонь, в результате которого Абрашка погибает. Солдаты и милиция жестко подавляют бунт.
На другой день заключённых отправляют по этапу. Перед отправкой к Калгану подходит «Кум» и даёт Калгану понять, что он знает о том, что произошло у них в отряде, и обещает Калгану, что постарается упрятать его надолго, на что Калган открыто заявляет ему в лицо, что именно он («Кум») убил Филателиста. Когда же Калгана сажают в машину, появляется раненый Касимов и кричит Калгану, чтобы тот держался, а сам он сделает всё, что в его силах, чтобы ему помочь. Калган слышит его и показывает очки Филателиста, как символ борьбы за свободу, которые тот передал ему перед последним разговором с «чёрными».

## В ролях
| Актёр                 | Роль                                                                       |
| --------------------- | -------------------------------------------------------------------------- |
| Андрей Ташков         | «Калган» (Юрий Колганов)                                                   |
| Антон Андросов        | «Филателист» (Виктор Мошкин)                                               |
| Александр Мохов       | «Абрашка», он же «Пархатый» (Вениамин Гендельман)                          |
| Лев Дуров             | «Кум», начальник оперчасти ИТК майор Маркелов.                             |
| Александр Кузнецов    | старший лейтенант Касимов                                                  |
| Виктор Павлов         | Михаил Иванович, начальник колонии, подполковник                           |
| Сергей Гармаш         | «Могол» (Геннадий Иванович Барановский), главарь «чёрных» в десятом отряде |
| Алексей Аблепихин     | «Окунь» (Виталий Гавриловский)                                             |
| Наиль Идрисов         | «Пистон» (Пётр Тодоренко), «чёрный»                                        |
| Михаил Жигалов        | авторитет «Князь»                                                          |
| Александр Боровиков   | «Поп» (Евгений Попов), «чёрный»                                            |
| Андрей Щербович-Вечер | «законник чёрной масти» «Калач» (Владимир Борисович Скабеев)               |
| Ирина Аверина         | Лена, бывшая девушка «Калгана»                                             |

| Актёр              | Роль                                                                            |
| ------------------ | ------------------------------------------------------------------------------- |
| Алексей Спирин     | «Глиста»                                                                        |
| Лев Поляков        | «Хрипатый», петух                                                               |
| Александр Числов   | «Мойдодыр», петух                                                               |
| Борис Юрченко      | «Артист»                                                                        |
| Геннадий Козырь    | «Гудок»                                                                         |
| Александр Коданев  | «Толич» (Анатолий Голованов)                                                    |
| Пётр Кононыхин     | «Туз»                                                                           |
| Олег Рогачёв       | «Валдас»                                                                        |
| Татьяна Агафонова  | музыкант-флейтист                                                               |
| Виктор Косых       | заключённый                                                                     |
| Михаил Чигарёв     | майор с мегафоном                                                               |
| Андрей Гусев       | подручный «Князя» в изоляторе                                                   |
| Юрий Зеленин       | «Макака», подручный «Князя»                                                     |
| Михаил Матюшевский | бригадир                                                                        |
| Сергей Воробьёв    | зэк вышибавший ворота пожарной машиной, во время тюремного бунта (нет в титрах) |

В эпизодах: Борис Руднев, Л. Лазарев, А. Плешаков.

## Съёмочная группа
| Режиссёр, сценарист          | Игорь Гостев        |
| Оператор                     | Григорий Беленький  |
| Художник                     | Иван Пластинкин     |
| Композитор                   | Андрей Петров       |
| Звукооператор                | Владимир Курганский |
| Редактор                     | Роза Буданцева      |
| Музыкальный редактор         | Раиса Лукина        |
| Дирижёр                      | Сергей Скрипка      |
| Запись музыки                | Владимир Виноградов |
| Текст песни «Кандальный рок» | Юрий Ряшенцев       |
| Постановщик трюков           | Сергей Воробьёв     |

## Создание фильма
Съёмки проходили в исправительной колонии строгого режима ИК-10 в пригороде Твери (посёлок Металлистов). Массовку в фильме играли настоящие заключённые колонии.
Фильм основан на материалах одноимённого очерка Леонида Никитинского, выпущенного в журнале «Огонёк».
В поисках места съёмок режиссёр побывал в двадцати колониях. Он встречался с заключёнными и после этих встреч переписал многие сцены и диалоги, чтобы «не сделать липу».

## Критика
Поэт Евгений Евтушенко оценил фильм как выдающееся явление и сравнил с такими фильмами, как «Покаяние», «Поля смерти», «Сальвадор» и «Взвод». С точки зрения Евтушенко, фильм поднимает самые главные вопросы: свобода, насилие, национальные конфликты, мафиозность.
Кандидат философских наук, сотрудник ВНИИ киноискусства Игорь Лукшин, рассматривая «чёрную волну» в перестроечном кинематографе, поставил «Беспредел» в ряд фильмов на тюремную тематику («А в России опять окаянные дни», «Кому на Руси жить…»), в которых герой даже в заключении сохраняет верность принципам.
Критик А. Егоров в обзоре читательских писем о фильмах «Беспредел» и «Гу-га», пришедших в журнал «Экран», пишет, что читатели заметили в этих фильмах только жестокость, «чернуху», но не поняли, что жестокость в них — не самоцель. Главная тема «Беспредела», по мнению критика, — утверждение собственного достоинства.